# Sart (Jan Garbarek)
Sart is een studioalbum van Jan Garbarek. Het kwartet waarmee hij destijds speelde en opnam werd uitgebreid tot een kwintet door toevoeging van een pianist. Deze pianist, Bobo Stenson  zou later als soloartiest een grote catalogus aan albums voor ECM Records opnemen. Het album werd opgenomen in de Bendiksen Studio te Oslo, met Jan Erik Kongshaug achter de knoppen. Het hoesontwerp was van Barbara Wojirsch.
In  de volgende release van ECM verscheen het eerste soloalbum van Terje Rypdal, waarop een vervolg van Rypdals compositie Lontano staat. De samenstelling van het ensemble is in de basis hetzelfde.

## Musici
- Jan Garbarek – tenorsaxofoon, bassaxofoon, dwarsfluit
- Bobo Stenson – piano
- Terje Rypdal – gitaar
- Arild Andersen – basgitaar
- Jon Christensen – slagwerk

## Muziek
| Nr. | Titel                                                | Duur  |
| --- | ---------------------------------------------------- | ----- |
| 1.  | Sart (Garbarek)                                      | 14:45 |
| 2.  | Fountain of tears (part one and part two) (Garbarek) | 6:03  |
| 3.  | Song of space (Garbarek)                             | 9:39  |
| 4.  | Close enough for jazz (Andersen)                     | 1:59  |
| 5.  | Irr (Garbarek)                                       | 7:15  |
| 6.  | Lontano (Rypdal)                                     | 2:12  |